# Сітно (Вомбжезький повіт)
Сітно (пол. Sitno) — село в Польщі, у гміні Ринськ Вомбжезького повіту Куявсько-Поморського воєводства.
Населення — 252 особи (2011).

## Демографія
Демографічна структура станом на 31 березня 2011 року:
|          | Загалом | Допрацездатний вік | Працездатний вік | Постпрацездатний вік |
| -------- | ------- | ------------------ | ---------------- | -------------------- |
| Чоловіки | 133     | 29                 | 85               | 19                   |
| Жінки    | 119     | 17                 | 73               | 29                   |
| Разом    | 252     | 46                 | 158              | 48                   |